# Stolniczka
Stolniczka – wzniesienie o wysokości 142,88 m n.p.m. na Pojezierzu Kaszubskim, położone w woj. pomorskim, w powiecie lęborskim, na obszarze gminy Cewice.
Nazwę Stolniczka wprowadzono urzędowo w 1949 roku, zastępując poprzednią niemiecką nazwę Stolzen Berg.